# Be'erotajim
Be'erotajim (hebrejsky בְּאֵרוֹתַיִם, v oficiálním přepisu do angličtiny Be'erotayim) je vesnice typu mošav v Izraeli, v Centrálním distriktu, v Oblastní radě Emek Chefer.

## Geografie
Leží v nadmořské výšce 30 metrů v hustě osídlené a zemědělsky intenzivně využívané pobřežní nížině respektive Šaronské planině, nedaleko od kopcovitých oblastí podél Zelené linie oddělujících vlastní Izrael v mezinárodně uznávaných hranicích od okupovaného Západního břehu Jordánu. Západně od vesnice protéká Nachal Alexander, do kterého tu zprava ústí vádí Nachal Te'enim.
Obec se nachází 13 kilometrů od břehu Středozemního moře, cca 35 kilometrů severovýchodně od centra Tel Avivu, cca 53 kilometrů jižně od centra Haify a 12 kilometrů jihovýchodně od města Chadera. Be'erotajim obývají Židé, přičemž osídlení v tomto regionu je etnicky převážně židovské. Západním směrem v pobřežní nížině je osídlení ryze židovské. Na severovýchod a jih od mošavu ovšem leží téměř souvislý pás měst a vesnic obývaných izraelskými Araby - takzvaný Trojúhelník (nejblíže je to město Kalansuva 4 kilometry odtud). Tento pás narušuje jen židovské sídlo Bat Chefer přímo na východě. 3 kilometry od vesnice probíhá Zelená linie a za ní stojí arabské (palestinské město) Tulkarm. Společně se sousední vesnicí Oleš vytváří Be'erotajim jeden souvislý celek.
Be'erotajim je na dopravní síť napojen pomocí místní komunikace, jež ústí do dálnice číslo 57. Východně od mošavu probíhá také dálnice číslo 6 (Transizraelská dálnice).

## Dějiny
Be'erotajim byl založen v roce 1949. Zakladateli vesnice byla skupina židovských přistěhovalců z Československa a Maďarska. Roku 1956 místní populaci posílila skupina židovských imigrantů ze severní Afriky.
Správní území mošavu dosahuje cca 3500 dunamů (3,5 kilometru čtverečního). Místní ekonomika je založena na zemědělství (rostlinná i živočišná výroba). Další obyvatelé pracují v sektoru služeb nebo za prací dojíždějí mimo obec.
V roce 1997 začala první fáze stavebního rozšíření obce. Druhá fáze pak následovala od roku 2006. Ve vesnici funguje obchod, poštovní úřad, společenské centrum, knihovna a sportovní areály.

## Demografie
Podle údajů z roku 2014 tvořili naprostou většinu obyvatel v Be'erotajim Židé (včetně statistické kategorie "ostatní", která zahrnuje nearabské obyvatele židovského původu ale bez formální příslušnosti k židovskému náboženství).
Jde o menší sídlo vesnického typu s dlouhodobě výrazně rostoucí populací. K 31. prosinci 2014 zde žilo 1100 lidí. Během roku 2014 populace stoupla o 2,7 %.
| Rok            | 1972 | 1983 | 1995 | 2001 | 2003 | 2004 | 2005 | 2006 | 2007 | 2008 | 2009 | 2010 | 2011 | 2012 | 2013 | 2014 |
| -------------- | ---- | ---- | ---- | ---- | ---- | ---- | ---- | ---- | ---- | ---- | ---- | ---- | ---- | ---- | ---- | ---- |
| Počet obyvatel | 265  | 314  | 416  | 471  | 547  | 583  | 648  | 666  | 681  | 732  | 913  | 970  | 1006 | 1019 | 1071 | 1100 |